# Bertha De Vriese
Bertha De Vriese, née le 26 septembre 1877 à Gand et morte dans la même ville le 17 mars 1958 est la première femme diplômée en médecine de l'université de Gand et la première femme chercheuse de cette université. Ses moulages de vaisseaux sanguins du tronc cérébral comptent parmi les points forts de la collection anatomique de l'université et les publications de Bertha De Vriese sont encore aujourd'hui citées comme ouvrages de référence.

## Biographie
Bertha Coletta Constantia De Vriese est née le 26 septembre 1877. Elle est la troisième fille de l'écrivain et éditeur Lodewijk De Vriese (nl) et de Coralie Pannenmaeker . Elle grandit à Gand dans une famille intellectuelle. Comme l'enseignement secondaire n'est pas encore accessible aux femmes à cette époque, elle est scolarisée à domicile avec sa sœur Martha. Elle réussit l'examen du Jury central, une filière alternative permettant d'obtenir un diplôme en dehors des voies traditionnelles, en 1893,.

### Carrière académique
Bertha De Vriese souhaite devenir médecin. Depuis 1890-1891, la loi permet aux femmes d'exercer les professions de médecin et de pharmaciennes. Elle s'inscrit donc à la Faculté de médecine de l'université de Gand en 1893, à l'âge de 16 ans. Elle obtient un doctorat en médecine, chirurgie et obstétrique en 1900, avec la plus grande distinction,.
L'année suivante, elle surpasse ses rivaux masculins au concours universitaire en se classant première, avec une note de 95/100, sur le sujet : Etudier les modifications que la distribution des vaisseaux sanguins des extrémités subit chez l'homme au cours du développement,.
Lors de la cérémonie d'ouverture de l'année académique 1901-1902, au cours de laquelle les lauréats et la lauréate du concours sont félicitées, le bourgmestre de Gand, Émile Braun, évoque la place des femmes dans l'exercice de la médecine « S'il s'agit de grandes opérations ou de maladies très graves, sans doute la femme-docteur ne vaudra pas son collègue du sexe masculin qui a plus de hardiesse, plus de vigueur, plus d'initiative et plus d'autorité morale sur Ie patient; mais s'il s'agit de cas moins dangereux et ce sont les plus fréquents- ne deviendra t' elle pas une rivale redoutable pour Ie docteur et spécialement chez les femmes et les enfants? ». Après quoi, il remet la médaille d'or de la ville de Gand à Bertha Van De Vriese. Ce prix lui permet de se spécialiser dans des hôpitaux et laboratoires à l'étranger.
Elle est aussi la première femme à monter sur le podium de l'auditorium de Gand pour remercier les professeurs au nom des autres lauréats masculins.
En 1903, elle obtient un poste de première assistante à Gand au laboratoire d'anatomie humaine avec le Professeur Hector Leboucq. Elle devient ainsi la première femme assistante de l'université de Gand. Les assistants ont pour tâche d'assister le professeur dans l'enseignement expérimental et pratique ainsi que dans les travaux de laboratoire pendant une période de deux ans. Malgré le faible salaire et les perspectives d'avenir limitées que lui offre ce travail, Bertha De Vriese persévère dans l'espoir de construire une carrière universitaire. En 1905, elle obtient un doctorat scientifique en anatomie avec une thèse intitulée Recherches sur la morphologie de l'artère basilaire. Elle travaille à l'Institut anatomique de la Byloke qui fait partie du premier groupe de recherche de l'université de Gand : l'école morphologique. Elle mène des recherches sur l'approvisionnement en sang du cerveau et participe à des conférences internationales qui contribuent à la réputation internationale de l'école morphologique. Parallèlement, elle participe à l'enrichissement de la collection de l'Institut d'anatomie,,.
Elle se heurte ensuite aux limites imposées aux femme et, malgré ses efforts répétés, ne réussit pas à obtenir un poste permanent à l'université de Gand pour pouvoir poursuivre ses travaux scientifiques. A la fin de son contrat d'assistante, en 1908, elle tente d'obtenir un poste de surveillante des travaux mais manque de soutien pour l'aider dans la procédure et échoue, puis essaie de faire prolonger son contrat d'assistante, en vain encore. Elle doit quitter l'université en 1908,.

### Carrière post-universitaire
Elle ouvre alors un cabinet privé de pédiatrie et devient supérieure du service pédiatrique de l'hôpital de La Byloke. Plus tard, elle devient médecin-inspecteur de l'éducation de la ville.
Bertha De Vriese épouse le dermatologue Jozef Jan Vercouillie en 1914.
Les préparations de Bertha De Vriese qui ont survécu aux ravages du temps font partie de la collection anatomique du Département des sciences médicales fondamentales de l'hôpital universitaire.
Bertha De Vriese meurt à Gand le 17 mars 1958.

## Ouvrages
- Observations Faites Dans Les Hôpitaux D'enfants De Paris, De Berlin Et De Vienne. Gand, Vander Haeghen, 1902.
- Recherches Sur L’Évolution Des Vaisseaux Sanguins Des Membres Chez L'homme, Liège, Vaillant-Carmanne, 1902.
- Anomalies Artérielles Multiples Aux Membres Inférieurs D'un Nouveau-Né: Signification Morphologique, Gand, Vander Haeghen, 1903.
- Recherches Sur La Morphologie De L'artère Basilaire, Gand, Van Goethem, 1905.
- Sur La Signification Morphologique Des Artères Cérébrales. Liège, Vaillant-Carmanne, 1905.
- Étude Anatomique D'un Enfant Présentant De Multiples Malformations Congénitales, Gand, Vander Haeghen, 1906.
- Le Développement Post-Embryonnaire Chez L'homme, Gand, Vander Haeghen, 1906.
- (de) Zur Entwicklungsgeschichte der Arteriae cerebrales anteriores dans: Verhandlungen der Anatomischen Gesellschaft, 21., 1907.
- Étude Anatomique D'un Monstre Hemimèle, Gand, Vander Haeghen, 1908.
- Recherches Sur L'anatomie Comparée De La Route, Bruxelles, Hayez, 1909.

## Distinctions
- 1901: Médaille d'or de Gand en 1901 à l'occasion de sa victoire au concours universitaire.
- 1908 : titre honorifique d'agrégée spéciale de la faculté de médecine[2]
- Le Musée d'Histoire de la Médecine la met à l'honneur avec quelques-unes de ses préparations.
- Une des rues du parc industriel développé sur l'île à côté du R4 à Gand-Zwijnaarde porte son nom.
- L'université de Gand donne son nom à une résidence étudiante mais, comme elle n'est qu'une femme, son nom de famille est négligé : Home Bertha[3].